# Европа (Бреша)
Европа (итал. Europa) је насеље у Италији у округу Бреша, региону Ломбардија.
Према процени из 2011. у насељу је живело 55 становника. Насеље се налази на надморској висини од 230 м.